# Moldavsko na letních olympijských hrách
Moldavsko na letních olympijských hrách startuje od roku 1996. Toto je přehled účastí, medailového zisku a vlajkonošů na dané sportovní události.

## Účast na Letních olympijských hrách
| Dějiště LOH            | LOH      | Vlajkonoš                 | Zlatá medaile | Stříbrná medaile | Bronzová medaile | Celkem |
| ---------------------- | -------- | ------------------------- | ------------- | ---------------- | ---------------- | ------ |
| 1996 Atlanta           | LOH 1996 | Vadim Vacarciuc           |               | 1                | 1                | 2      |
| 2000 Sydney            | LOH 2000 | Vadim Vacarciuc           |               | 1                | 1                | 2      |
| 2004 Athény            | LOH 2004 | Oleg Moldovan             |               |                  |                  | 0      |
| 2008 Peking            | LOH 2008 | Nicolai Ceban             |               |                  | 1                | 1      |
| 2012 Londýn            | LOH 2012 | Dan Olaru                 |               |                  |                  | 0      |
| 2016 Rio de Janeiro    | LOH 2016 | Nicolae Ceban             |               |                  |                  | 0      |
| 2020 Tokio             | LOH 2020 | Dan Olaru Alexandra Mîrca |               |                  | 1                | 1      |
| 2024 Paříž             | LOH 2024 |                           |               | 1                | 3                | 4      |
| Celkem                 | 8        |                           | 0             | 3                | 7                | 10     |
| Zdroj na Olympedia.org |          |                           |               |                  |                  |        |